# Vila Franca da Serra
Vila Franca da Serra es una freguesia portuguesa del concelho de Gouveia, con 11,76 km² de superficie y 303 habitantes (2001). Su densidad de población es de 25,8 hab/km².